# Sonate K. 265
La sonate K. 265 (F.213/L.S.32) en la mineur est une œuvre pour clavier du compositeur italien Domenico Scarlatti.

## Présentation
La sonate K. 265, en la mineur, est notée Allegro. Comme la sonate K. 284, il s'agit d'un rondo dans le style d'un concerto grosso de Vivaldi. Le refrain de quatre mesures en binaire, qui sert d'ouverture, précède les trois couplets à 
. Il y a en tout six changements de mètre. Dans la dernière partie, la coda développe le refrain (mesure 185),.

## Manuscrits
Le manuscrit principal est le numéro 30 du volume IV de Venise (1753), copié pour Maria Barbara ; les autres sont Parme VII 16, Münster V 6b et Vienne A 6b.

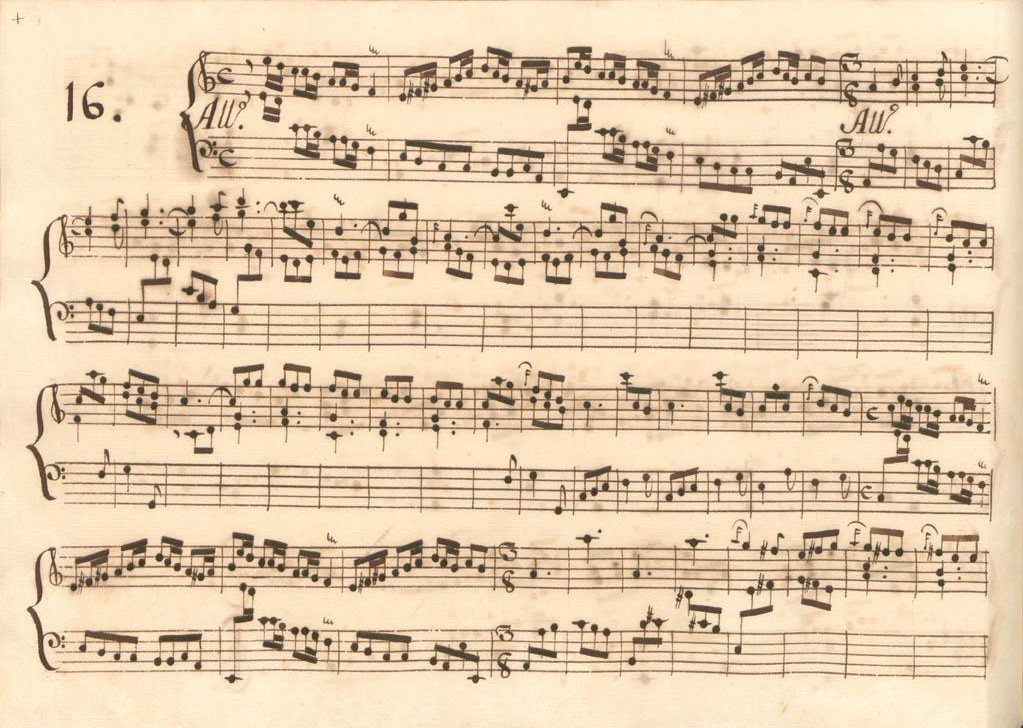
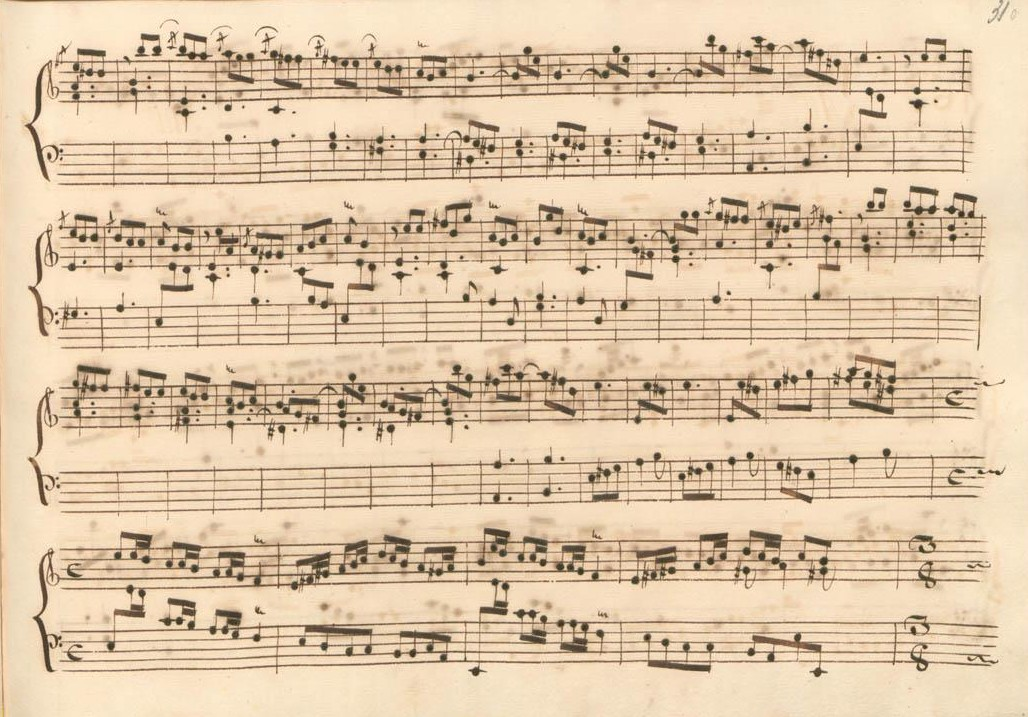
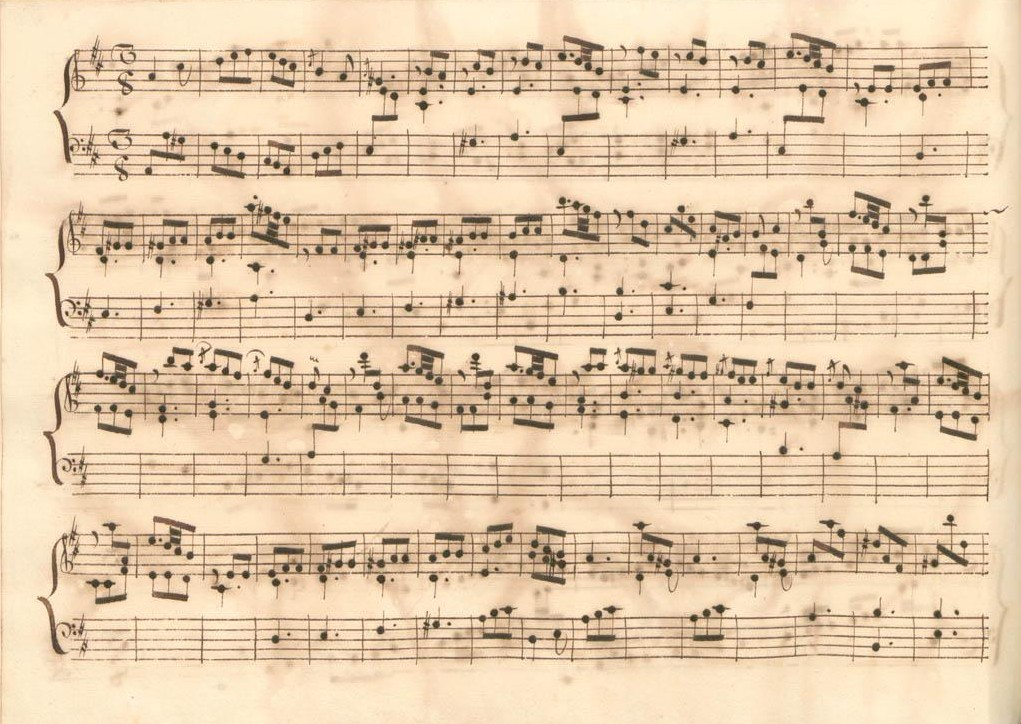
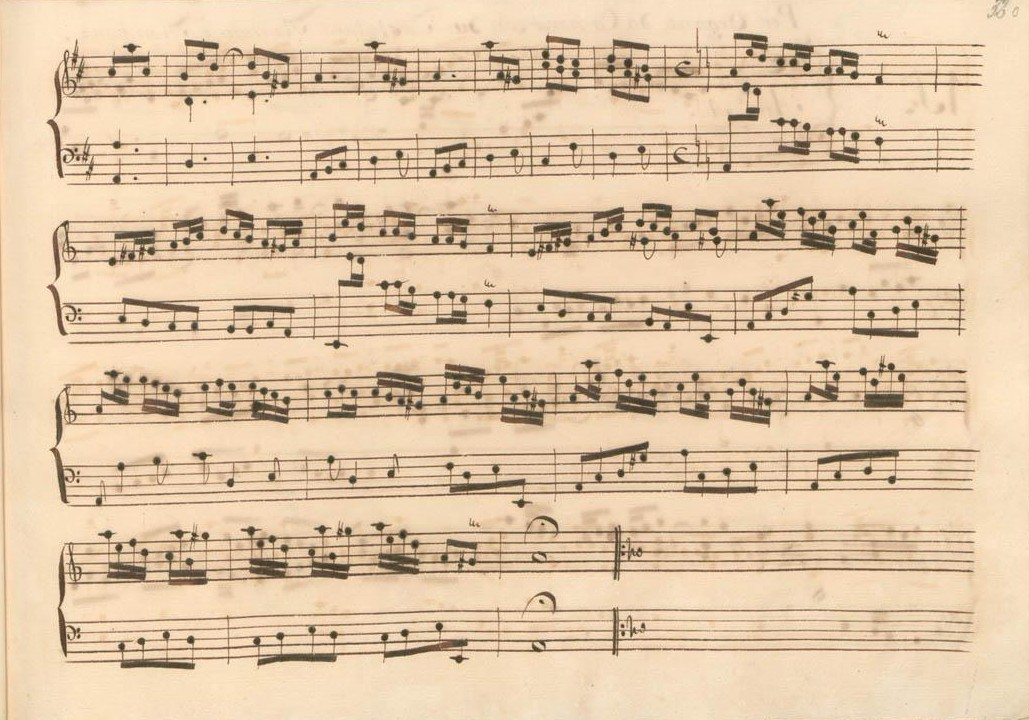

## Interprètes
La sonate K. 265 est défendue au piano notamment par Carlo Grante (2012, Music & Arts, vol. 3) et Orion Weiss (2013, Naxos, vol. 15) ; au clavecin par Zuzana Růžičková (1976, Supraphon), Scott Ross (1985, Erato), Kenneth Weiss (2001, Satirino), Richard Lester (2002, Nimbus, vol. 2) et Pieter-Jan Belder (Brilliant Classics, vol. 6).

## Sources
: document utilisé comme source pour la rédaction de cet article.
- Ralph Kirkpatrick (trad. de l'anglais par Dennis Collins), Domenico Scarlatti, Paris, Lattès, coll. « Musique et Musiciens », 1982 (1re éd. 1953 (en)), 493 p. (ISBN 978-2-7096-0118-4, OCLC 954954205, BNF 34689181).
- Alain de Chambure, « Domenico Scarlatti : Intégrale des sonates — Scott Ross », Erato (2564-62092-2), 1985 (OCLC 891183737) .